# EMDR
EMDR (Desensibilització i reprocessament amb moviments oculars (Eye movement desensitization and reprocessing).
Descobert per Francine Shapiro des de 1987, es un abordatge que treballa en el sistema de processament del pacient. Shapiro en un inici va descobrir que els moviments oculars voluntaris reduïen la intensitat de l'angoixa dels pensaments negatius. A partir d'aquí va començar la seva investigació amb persones traumatitzades de la guerra del Vietnam i d'abusos sexuals i es va constatar que l'EMDR reduïa l'estrès posttraumàtic d'aquestes persones. La teràpia de EMDR està avalada per l'Organització Mundial de la Salut.
El EMDR integra diferents elements i component, però el que és més característic és la utilització de l'estimulació bilateral, donat que mitjançant moviments oculars, o sons, o copets tàctils (tapping), s'estimula alternativament els hemisferis cerebrals, a la vegada que es treballa amb la situació traumàtica que ha patit la persona.

## Aplicacions
Es demana a la persona a tractar que recordi les imatges angoixants mentre se l'ajuda a activar el cervell bilateralment a través dels diferents tipus d'entrada sensorial, com ara moviments oculars de costat a costat o tocs a les mans.
Segons l'Organització Mundial de la Salut de 2013 la teràpia cognitiva conductual (TCC) junt amb l'EMDR per a un enfocament del trauma, ajuda a reduir el malestar produït per les situacions traumàtiques, al mateix temps que enforteix les creences adaptatives relacionades amb l'esdeveniment traumàtic.
Actualment s'està utilitzant en pacients amb TEPT (Trastorn d'estrès post traumàtic) com poden ser víctimes d'abusos sexuals, assalts o d'altres fets violents: també s'ha utilitzat per a intervencions in situ a llocs afectats per desastres naturals o provocats per l'esser humà (per exemple amb els 220 nens víctimes de les inundacions de Santa Fe, Argentina del 2003)

## El trauma segons l'EMDR
L'EMDR descriu el trauma com una informació emmagatzemada en el cervell de manera disfuncional, a partir d'una experiència considerada traumàtica: en ser arxivada d'aquesta manera, no pot utilitzar-se ni integrar-se a l'experiència quotidiana del subjecte i, per tant, es converteix en responsable del símptoma del pacient.
La informació queda associada als sistemes de memòria implícita de manera similar al moment en què s'ha experimentat l'experiència traumàtica. D'això es desprèn que, quan es veu confrontat a una situació que guarda certa relació de similitud o ressonància respecte de l'experiència que va resultar traumàtica, la persona es converteix en víctima d'una reacció que va des dels desànim a la por, el rebuig, la ràbia o el boqueix a nivell muscular o fisiològic.
A vegades l'individu no adverteix la incoherència de tals reaccions, però en moltes altres, aquestes reaccions van acompanyades de desconcert o de frustració i arriba inclús a retreure's a ell mateix el que està experimentant o sentint en aquells moments.
La feina del terapeuta (psicòleg o psiquiatre) de EMDR consisteix en ajudar el pacient a reintegrar els successos traumàtics de manera que aquests no continuïn causant dolor ni sofriment.

## Tipus de trauma
Tal com deia Francine Shapiro es coneixen dos tipus de trauma: 
- Traumes amb T majúscula: Aquella experiència traumàtica molt impactant com per exemple abusos físics, sexuals, o accidents, entre d'altres.
- Traumes amb t minúscula: Aquelles experiències de tipus emocionals que ens han impactat però que nosaltres considerem poc importants, com per exemple aquell divorci o mala relació amb els pares quan érem petits, etc.

## Formació
La formació necessària per ser especialista terapeuta en EMDR cal ser psiquiatre o psicòleg i tenir la formació específica oficialment reconeguda a nivell mundial en EMDR per EMDReurope.

## Efectivitat i reconeixements
En el 2002 el Consell Nacional de la Salut mental d'Israel va designar l'EMDR com un dels tres tractaments preferits per a víctimes del terrorisme: el Departament de Salut d'Irlanda del Nord per la seva part el va considerar com un dels dos tractaments a escollir per a les víctimes d'un trauma. Posteriorment el Departament de Defensa i el Departaments d'assumptes dels veterans dels Estats Units han publicat diferents informes que situen l'EMDR dintre de la categoria de terapies amb major nivell d'evidència científica i recomana el seu ús en el tractament del TEPT.
Diferents investigacions han demostrat que tres sessions de 90 minuts d'EMDR permeten canviar el criteri per al trastorn d'estrés postraumàtic (TEPT): entre el 80 per cent i el total dels individus que presenten una única experiència de trauma, inclosa una violació, un accident o un desastre. En el cas dels que han sofert traumes múltiples, el temps de tractament es més gran: es calcula que son necessàries entre 8 i 12 hores de tractament per eliminar d'un 77 a 80 per cent del TEPT provocat per traumes múltiples.